# Baji Rao II
Baji Rao II (marathi : दुसरे बाजीराव पेशवे, dusare bājīrāva peśave), né le 10 janvier 1775 et mort le 28 janvier 1851 à Bithur, est le 8e peshwa de l'Empire marathe, principalement centré sur la moitié Nord de l'Inde actuelle.

## Biographie
Chef des Marathes (1800), il est chassé de son pays en 1802 et demande alors la protection des Britanniques. Peshwa (1803), il gouverne de 1796 à 1818 et se réfugie à Bombay. Il signe avec les Anglais le traité de Bassein pour pouvoir être réinstallé au pouvoir mais doit alors accepter leur présence à Pune. 
Père adoptif de Nana Sahib, celui-ci lui succède. 